# 7491 Linzerag
7491 Linzerag eller 1995 SD2 är en asteroid i huvudbältet som upptäcktes den 23 september 1995 av San Vittore-observatoriet i Bologna. Den är uppkallad efter Linzer Astronomische Gemeinschaft.
Asteroiden har en diameter på ungefär 13 kilometer.